# Designdidaktik
Designdidaktik ist eine Fachdidaktik für das Fach „Design“. Sie beschäftigt sich mit dem Lehren und Lernen von „Design“. Da es dieses Fach im Allgemeinen nicht als Schulfach gibt, konzentriert sich die Designdidaktik hauptsächlich auf die tertiäre Bildung (Berufsausbildung, Erwachsenenbildung, Hochschule). Obwohl gestalterische Berufe seit dem Altertum gelehrt werden (z. B. Architektur), ist die Designdidaktik wie die Designwissenschaft eine Disziplin im Werden.

## Begriffsebenen des Designs
Bei der Vermittlung von Design sind die unterschiedlichen Begriffe des Designs zu berücksichtigen. Bei der berufsbildenden Lehre steht selbstverständlich der Begriff des Designs als berufliche Disziplin im Vordergrund. Zunehmend wird Design jedoch auch disziplinübergreifend (ebenso wie bei der Designwissenschaft) als Handlungsweise verstanden und gelehrt, siehe Design Thinking. Dieses Designverständnis ist im angelsächsischen Kulturraum das dominierende. Im Rahmen eines solchen Designbegriffs betrifft die Lehre des Designs als Handlungsweise transdisziplinär viele Bereiche und somit wiederum Berufe.

## Entwicklung der Designdidaktik
Die Entwicklung der Designdidaktik verlief in ihrem Verhältnis zur Kunstvermittlung an Hochschulen (früher Akademien oder Werkkunstschulen) analog der Entwicklung Design/Kunst. Der Unterschied besteht darin, dass die Kunstpädagogik in ihrer breitenwirksamen Tätigkeit in der Schule ein Feld besitzt, in dem Gestaltungsinhalte mit vermittelt werden. Die Praxis der Designlehre speist sich zu einem großen Teil noch aus der Kunstvermittlung: Das Arbeiten in Klassen und die Lehrform der künstlerischen Gruppen- und Einzelbesprechungen sowie das Lernen im Projekt, am Objekt nimmt die zentrale Rolle ein. Wo die Designdidaktik als wissenschaftliche Disziplin erkennbar ist, wendet sie Methoden und Resultate anderer wissenschaftlicher Disziplinen an oder berücksichtigt deren Erkenntnisse und Erfahrungen. Die Entwicklung der Disziplin zwischen Kunst und Wissenschaft verläuft hier parallel zur Designwissenschaft, abzulesen zum Beispiel an vielen gleichen Protagonisten.
Bezugswissenschaften sind als Erstes die Designgeschichte sowie die Kulturgeschichte allgemein, wobei hier die Architektur- und die Kunstgeschichte hervorzuheben sind, weiterhin die Pädagogik, die Psychologie, die allgemeine Didaktik, die Sozialwissenschaften, die Neurobiologie, die Erkenntnistheorie und die Bildungsforschung. Selbstverständlich sind alle Designdisziplinen Bezugsfächer, aber aus ihrem Selbstverständnis (noch) keine Wissenschaften.
Enge Parallelen der Lehre von Design existieren auch zu jeweils angrenzenden Fächern, wie z. B. Konstruktion im Ingenieurwesen im Falle des Industriedesigns oder die Medieninformatik im Falle des Mediendesigns.

## Verhältnis zur Kunstpädagogik, Designpädagogik und Werkbund
Obwohl die Kunstpädagogik sich vor allem im schulischen Bereich auch auf Design und Architektur erstreckt, sind die Ziele von Kunstproduktion und Designproduktion verschieden. Da die Designvermittlung dies berücksichtigen sollte, haben sich im schulischen Bereich (hier insbesondere Oberstufe und berufliche Schulen) designpädagogische Initiativen gegründet. Auch trifft hier (in der Schule) die Vermittlung von Gestaltung auf die Erneuerung des Werkunterrichts durch angelsächsische Einflüsse, und so entsteht Designpädagogik.
Eine Sonderrolle für die Designdidaktik, -pädagogik und gleichzeitig Beleg für die unterschiedlichen Motive von Designvermittlung und Kunstvermittlung stellt der Werkbund (Link zu Deutscher Werkbund als Vorreiter) dar. Der sogenannte Werkbundstreit zeigt das Spannungsverhältnis zwischen den unterschiedlichen Zielen der Typisierung (Serienfertigung) und der Individualisierung (Einzelstück). Damals (1914) gab es ein Fach Design noch nicht, der Vorläuferberuf des Musterzeichners bezog sich hauptsächlich auf textile Produkte und die ersten Industriedesigner rekrutierten sich aus der Architektur (Beispiel Peter Behrens). Trotzdem steht diese Auseinandersetzung prototypisch für das bis heute nicht geklärte Verhältnis der Kunst zum Design und den Missverständnissen bei der Vermittlung der Fächer.
Dennoch erlangte der Werkbund große Verdienste in der Designvermittlung (wie man heute sagen würde), denn er zielte auf eine „Veredelung der gewerblichen Arbeit im Zusammenwirken von Kunst, Industrie und Handwerk, durch Erziehung, Propaganda und geschlossene Stellungnahme zu einschlägigen Fragen“. Hierbei arbeitet der Werkbund nicht nur theoretisch, sondern vor Ort, z. B. in Einrichtungen wie der Werkbund Werkstatt Nürnberg.

## Aufgabenbereiche
Zweck der Designdidaktik ist es, die Weiterentwicklung und Qualität der Lehre zu gewährleisten sowie Erkenntnisse zu Studiengangs- und Hochschulentwicklung zu liefern. Hierbei hat die Designdidaktik die Uneinheitlichkeit der Designausbildung durch verschiedene Schulen zu berücksichtigen. Wird in anderen Fächern die Profilbildung erst seit Ende der 90er Jahre als positiv erkannt, zeichnet sich die Designausbildung seit jeher durch eigene Profile der verschiedenen Schulen aus, hier durchaus im Sinne des Begriffs Schule als Denkschule. Diese Tradition kommt zum einen aus den starken Charakteren der Lehrenden in Relation zu einem relativ neuen und wenig gefestigten Vermittlungsgut. Zum andern fokussiert das Vermittlungsgut Design selber auf Innovation und Spekulation im Gegensatz zu klassischen Wissenschaften, welche mit vereinheitlichenden und normativen Diskursen ob ihres Vermittlungsgegenstandes („Was ist?“) vertrauter sind. Schließlich bleiben die unterschiedlichen Herkünfte der Schulen aus Handwerk (Werkkunstschule), Kunst (Akademie) und Technik (Ingenieurschule) noch lange prägend.
Beizutragen hat die Designdidaktik zudem im Rahmen der Studiengangs- und Hochschulentwicklung zur Rekrutierung und Ausbildung von Designlehrenden. Hier ist insbesondere die Professionalisierung der Lehrenden eine anstehende Frage.

## Didaktische Prinzipien
Generell gibt es verschiedene Modelle, das Entwerfen (als Kern der Designdisziplinen) zu lehren und zu lernen. Wie bereits oben erwähnt, verläuft ein Teil der gestalterischen Ausbildung in Form von Entwurfsarbeiten. Diese sind meist als Projekte angelegt, häufig praxisnah oder praxissimulierend. Die Vermittlung von Inhalten ist weder gut strukturiert, noch untersucht, sondern richtet sich nach dem Vorbild der Meisterklassen (künstlerische Gruppen- und Einzelbesprechungen).
Theoretische Inhalte werden in seminaristischer Form, seltener als Vorlesung, vermittelt. Meistens gelten die Theorieanteile im Design als „Hilfswissenschaften“, da die Inhalte aus angrenzenden Disziplinen wie Ingenieurwesen, Kunstgeschichte, Informatik, Psychologie, Marketing etc. entlehnt sind.